# Baléievka
Baléievka (en rus: Балеевка) és un poble de l'óblast de Nijni Nóvgorod, a Rússia, segons el cens del 2010 tenia 90 habitants, pertany al municipi de Tenekàievo.